# Кубок Федерації (Індія)
Кубок Федерації (англ. Hero Federation Cup) — футбольний клубний турнір в Індії, який проводився під егідою Всеіндійської футбольної федерації. Переможець змагання представляв країну у Кубку АФК.

## Історія
Турнір був започаткований у 1977 році. Першим переможцем став ІТІ Бенгалуру. З моменту створення і до появи І-ліги турнір вважався найпрестижнішим в Індії. В свій час Кубок Федерації вважався другим за престижністю футбольним змаганням у країні (був де-факто кубком Ліги). До сезону 2015-16 матчі турніру включно з фіналом проводились на нейтральних стадіонах.
У 2015 році Всеіндійська футбольна федерація вирішила скасувати Кубок Федерації через переповнений календар І-ліги та Суперліги. Проте Азійська конфедерація футболу постановила, що клуб повинен зіграти мінімум 18 матчів у сезоні, тому Всеіндійська футбольна федерація ухвалила рішення відновити Кубок.
У 2018 році Кубок все-таки було скасовано. 19 лютого 2018 року Всеіндійська футбольна федерація проголосила створення нового національного кубкового футбольного турніру під назвою Супер Кубок, яке змінило Кубок Федерації.

## Формат
У турнірі змагались команди з І-Ліги. Розіграш кубка проводився за кубковою системою. З сезону 2015-16 у кожному раунді переможець пари визначався за підсумками двох матчів: вдома та на виїзді. У фіналі команди проводили між собою один матч на нейтральному стадіоні.

## Фінали
| Сезон   | Переможець               | Результат               | Фіналіст                |                         |
| ------- | ------------------------ | ----------------------- | ----------------------- | ----------------------- |
| 1977    | ІТІ Бенгалуру            | 1-0                     | Мохун Баган             |                         |
| 1978    | Іст Бенгал & Мохун Баган | 0-0; 0-0                | ----------              |                         |
| 1979    | БСФ                      | 2-2; 3-0                | Мафатлал Мілс           |                         |
| 1980    | Іст Бенгал & Мохун Баган | 1-1                     | ----------              |                         |
| 1981    | Мохун Баган              | 2-0                     | Мохаммедан              |                         |
| 1982    | Мохун Баган              | 1-0                     | Мафатлал Мілс           |                         |
| 1983    | Мохаммедан               | 0-0; 2-0                | Мохун Баган             |                         |
| 1984    | Мохаммедан               | 1-0                     | Іст Бенгал              |                         |
| 1985    | Іст Бенгал               | 1-0                     | Мохун Баган             |                         |
| 1986    | Мохун Баган              | 0-0 дч пен. 5-4         | Іст Бенгал              |                         |
| 1987    | Мохун Баган              | 2-0                     | Салгаокар               |                         |
| 1988    | Салгаокар                | 1-0                     | БСФ                     |                         |
| 1989    | Салгаокар                | 2-0                     | Мохаммедан              |                         |
| 1990    | Керала Поліс             | 2-1                     | Салгаокар               |                         |
| 1991    | Керала Поліс             | 2-1                     | Махіндра Юнайтед        |                         |
| 1992    | Мохун Баган              | 2-0                     | Іст Бенгал              |                         |
| 1993    | Мохун Баган              | 1-0                     | Махіндра Юнайтед        |                         |
| 1994    | Мохун Баган              | 0-0 дч пен. 3-0         | Салгаокар               |                         |
| 1995    | ДКТ                      | 1-1 дч пен. 7-6         | Іст Бенгал              |                         |
| 1995-96 | ДКТ                      | 1-1 дч пен. 5-3         | Іст Бенгал              |                         |
| 1996    | Іст Бенгал               | 2-1                     | Демпо                   |                         |
| 1997    | Салгаокар                | 2-1                     | Іст Бенгал              |                         |
| 1998    | Мохун Баган              | 2-1                     | Іст Бенгал              |                         |
| 1999    | змагання не проводились  | змагання не проводились | змагання не проводились | змагання не проводились |
| 2000    | змагання не проводились  | змагання не проводились | змагання не проводились | змагання не проводились |
| 2001    | Мохун Баган              | 2-0                     | Демпо                   |                         |
| 2002    | змагання не проводились  | змагання не проводились | змагання не проводились | змагання не проводились |
| 2003    | Махіндра Юнайтед         | 1-0                     | Мохаммедан              |                         |
| 2004    | Демпо                    | 2-0                     | Мохун Баган             |                         |
| 2005    | Махіндра Юнайтед         | 1-1, 1-0                | Спортінг Клуб де Гоа    |                         |
| 2006    | Мохун Баган              | 1-1 дч пен. 3-1         | Спортінг Клуб де Гоа    |                         |
| 2007    | Іст Бенгал               | 2-1                     | Махіндра Юнайтед        |                         |
| 2008    | Мохун Баган              | 1-0                     | Демпо                   |                         |
| 2009    | Іст Бенгал               | 0-0 дч пен. 3-0         | Шиллонг Ладжонг         |                         |
| 2010    | Іст Бенгал               | 1–0                     | Мохун Баган             |                         |
| 2011    | Салгаокар                | 3–1                     | Іст Бенгал              |                         |
| 2012    | Іст Бенгал               | 3–2                     | Демпо                   |                         |
| 2013-14 | Черчілл Бразерс          | 3-1                     | Спортінг Клуб де Гоа    |                         |
| 2014-15 | Бенгалуру                | 2-1                     | Демпо                   |                         |
| 2016    | Мохун Баган              | 5-0                     | Аїджал                  |                         |
| 2017    | Бенгалуру                | 2-0 дч                  | Мохун Баган             |                         |

## Титули за клубами
| Клуб                 | Виступи у фіналах | Переможець | Роки перемог                                                                         | Фіналіст | Роки фіналів                                      |
| -------------------- | ----------------- | ---------- | ------------------------------------------------------------------------------------ | -------- | ------------------------------------------------- |
| Мохун Баган          | 20                | 14         | 1979*, 1980*, 1981, 1982, 1986, 1987, 1992, 1993, 1994, 1998, 2001, 2006, 2008, 2016 | 6        | 1977, 1983, 1985, 2004, 2010, 2017                |
| Іст Бенгал           | 16                | 8          | 1979*,1980*,1985, 1996, 2007, 2009, 2010, 2012                                       | 8        | 1984, 1986, 1992, 1995, 1996-97, 1997, 1998, 2011 |
| Салгаокар            | 7                 | 4          | 1988, 1989, 1997, 2011                                                               | 3        | 1987,1990,1994                                    |
| Демпо                | 6                 | 1          | 2004                                                                                 | 5        | 1996, 2001, 2008, 2012, 2014–15                   |
| Мохаммедан           | 5                 | 2          | 1983, 1984                                                                           | 3        | 1981, 1989, 2003                                  |
| Махіндра Юнайтед     | 5                 | 2          | 2003, 2005                                                                           | 3        | 1991, 1993, 2007                                  |
| Спортінг Клуб де Гоа | 3                 | 0          | -                                                                                    | 3        | 2005, 2006, 2013–14                               |
| Бенгалуру            | 2                 | 2          | 2014–15, 2017                                                                        | 0        | -                                                 |
| ДКТ                  | 2                 | 2          | 1995, 1996                                                                           | 0        | -                                                 |
| Керала Поліс         | 2                 | 2          | 1990, 1991                                                                           | 0        | -                                                 |
| БСФ                  | 2                 | 1          | 1979                                                                                 | 1        | 1988                                              |
| ІТІ Бенгалуру        | 1                 | 1          | 1977                                                                                 | 0        | -                                                 |
| Черчілл Бразерс      | 1                 | 1          | 2013–14                                                                              | 0        | -                                                 |
| Шиллонг Ладжонг      | 1                 | 0          | -                                                                                    | 1        | 2009                                              |
| Аїджал               | 1                 | 0          | -                                                                                    | 1        | 2016                                              |